# Dušan Pertot
Dušan Pertot, slovenski operni pevec, pisatelj, prevajalec in dramaturg, * 4. november 1919, Ljubljana.- umrl: september 2003

## Življenje in delo
Maturiral je na ljubljanski realki in se v letih 1941−1946 učil solopetja v šoli Ada Dariana. V ljubljanski Operi je imel prvi nastop v sezoni 1945/1946. Kasneje je kot baritonist nastopil še v nekaj vlogah. Leta 1946 je prišel v Trst in vstopil v igralsko skupino Radijski oder ter z njo nastopal v radijskih igrah Radia Trst A. Leta 1954 je pričel pisati radijske igre za otroke, v katerih je obdeloval manj znane ljudske pravljice azijskih in afriških narodov, ki so bile potem predvajane v seriji S pravljico okrog sveta. Za radio je dramatiziral 3 dela, med njimi Moby-Dicka Hermana Melvillea, ter prevedel in dramatiziral 11 del svetovnih avtorjev, med njimi tudi Duhove in prikazni Alexandra Dumasa, mlajšega in Grofa Monte Crista Alexandra Dumasa, starejšega. Kasneje je iz Trsta odšel na delo v Švico v kanton Ticino, ostal je v povezavi s Slovenci v domovini in zamejstvu, bil je duša dolgoletnih slovenskih kulturnih prireditev v Ticinu. Umrl je v Luganu leta 2003.